# Giro da Sicília
O Giro de Sicília (oficialmente: Giro di Sicilia) é uma prova ciclista por etapas, que se desenvolve na região de Sicília na Itália.
A primeira edição realizou-se em 1907 e sua realização não tem sido contínua com diferentes interrupções. Em 1958 fizeram-se 2 edições, uma por etapas vencida por Carlo Azzini e outra de um dia vencida por Diego Ronchini. Assim mesmo, as edições de 1973 e 1974 foram também corridas de um dia e as restantes edições têm sido corridas por etapas.
Em 2019, 42 anos após a última edição, a corrida foi restaurada graças a um acordo entre a região de Sicília e os organizadores de RCS Sport entrando a fazer parte do UCI Europe Tour como concorrência de categoria 2.1.

## Palmarés
| Ano                              | Vencedor             | Segundo             | Terceiro             |           |
| -------------------------------- | -------------------- | ------------------- | -------------------- | --------- |
| 1907                             | Carlo Galetti        | Luigi Ganna         | Umberto Zoffoli      |           |
| 1908                             | Carlo Galetti        | Pierino Albini      | Ernesto Azzini       |           |
| 1909-1925 edições não realizadas |                      |                     |                      |           |
| 1926                             | Domenico Caratozzolo | Francisco Gambino   | Gianbattista Gilli   |           |
| 1927-1928 edições não realizadas |                      |                     |                      |           |
| 1929                             | Nicola Mammina       | Leonida Frascarelli | Albino Binda         |           |
| 1930-1931 edições não realizadas |                      |                     |                      |           |
| 1932                             | Nicola Mammina       | Attilio Pavesi      | Antonio Nicolosi     |           |
| 1933-1935 edições não realizadas |                      |                     |                      |           |
| 1936                             | Francesco Patti      | Ernesto Zuppa       | Alfredo Mazzocchetti |           |
| 1937-1938 edições não realizadas |                      |                     |                      |           |
| 1939                             | Remo Cerasa          | Francesco Patti     | Giovanni Corrieri    |           |
| 1940-1947 edições não realizadas |                      |                     |                      |           |
| 1948                             | Francesco Patti      | Marcello Spadolini  | Vitaliano Lazzerini  |           |
| 1949                             | Dino Rossi           | Sergio Pagliazzi    | Angelo Fumagalli     |           |
| 1950                             | Donato Zampini       | Giacomo Zampieri    | Arigo Padovan        |           |
| 1951                             | Primo Volpi          | Francesco Patti     | Ugo Fondelli         |           |
| 1952 edição não realizada        |                      |                     |                      |           |
| 1953                             | Elio Brasola         | Pietro Giudici      | Luigi Mastroianni    |           |
| 1954                             | Ugo Massocco         | Livio Isotti        | Giovanni Roma        |           |
| 1955                             | Gilberto Dall'Agata  | Franco Franchi      | Renzo Accordi        |           |
| 1956                             | Pierre Polo          | Luciano Ciancola    | Walter Serena        |           |
| 1957                             | Alberto Emiliozzi    | Alfredo Sabbadin    | Giuseppe Cainero     |           |
| 1958                             | Carlo Azzini         | Gianbattista Milesi | Antonino Catalano    |           |
| 1958 (2)                         | Diego Ronchini       | Noè Conti           | Mario Mori           |           |
| 1959                             | Loris Guernieri      | Federico Galeaz     | Noè Conti            |           |
| 1960                             | Giorgio Tinazzi      | Aurelio Cestari     | Idrio Bui            |           |
| 1961-1972 edições não realizadas |                      |                     |                      |           |
| 1973                             | Enrico Maggioni      | Michelle Dancelli   | Enrico Paolini       |           |
| 1974                             | Roger De Vlaeminck   | Patrick Sercu       | Marino Basso         |           |
| 1975-1976 edições não realizadas |                      |                     |                      |           |
| 1977                             | Giuseppe Saronni     | Pierino Gavazzi     | Carmelo Barone       |           |
| 1978-2018 edições não realizadas |                      |                     |                      |           |
| 2019                             | Brandon McNulty      | Guillaume Martin    | Fausto Masnada       |           |
| 2020                             | cancelado            | cancelado           | cancelado            | cancelado |
| 2021                             | Vincenzo Nibali      | Alejandro Valverde  | Alessandro Covi      |           |
| 2022                             | Damiano Caruso       | Alexander Cepeda    | Louis Meintjes       |           |
| 2023                             | Alexey Lutsenko      | Louis Meintjes      | Vincenzo Albanese    |           |
| 2024                             | cancelado            | cancelado           | cancelado            | cancelado |

Nota: A edição de 1958 vencida por Diego Ronchini e as edições 1973 e 1974 foram corridas de um dia. As restantes edições têm sido por etapas.

## Palmarés por países
| País           | Vitórias |
| -------------- | -------- |
| Itália         | 21       |
| França         | 1        |
| Bélgica        | 1        |
| Estados Unidos | 1        |
| Cazaquistão    | 1        |